# Scotinotylus majesticus
Scotinotylus majesticus är en spindelart som först beskrevs av Chamberlin och Ivie 1947.  Scotinotylus majesticus ingår i släktet Scotinotylus och familjen täckvävarspindlar. Inga underarter finns listade i Catalogue of Life.